# (1416) Renauxa
(1416) Renauxa est un astéroïde de la ceinture principale.

## Description
(1416) Renauxa est un astéroïde de la ceinture principale. Il fut découvert le 4 mars 1937 à Alger par Louis Boyer. Il présente une orbite caractérisée par un demi-grand axe de 3,02 UA, une excentricité de 0,10 et une inclinaison de 10,0° par rapport à l'écliptique.

## Compléments